# University of Missouri Women's Volleyball
La University of Missouri Women's Volleyball è la squadra pallavolo femminile appartenente alla University of Missouri, con sede a Columbia (Missouri): milita nella Southeastern Conference della NCAA Division I.

## Storia
Il programma di pallavolo femminile della University of Missouri viene fondato nel 1974. Debbie Duren è la prima allenatrice delle Tigers, restando in carica per sei anni. In seguito il programma viene affidato a Mike English, Craig Sherman e Disa Johnson, in carica rispettivamente per sei, otto e sei stagioni, senza mai centrare la qualificazione alla post-season. 
Nel 2000, con l'arrivo di Susan Kreklow nelle vesti di allenatrice, la squadra si qualifica ogni anno per il torneo NCAA, uscendo sempre di scena al primo o al secondo turno regionale. Cinque anni dopo viene sostituita da suo marito, l'ex cestista NBA Wayne Kreklow: il programma centra le sue prime finali regionali nel 2005, continuando a qualificarsi quasi ogni anno alla post-season, vincendo inoltre per due volte la Southeastern Conference.

## Record
| Piazzamento          |    | Edizione                                                              |
| -------------------- | -- | --------------------------------------------------------------------- |
| Tornei NCAA          | 19 | Elite Eight: 1 2005                                                   |
| Tornei NCAA          | 19 | Sweet Sixteen: 4 2010, 2016, 2017, 2024                               |
| Tornei NCAA          | 19 | Secondo turno: 9 2002, 2004, 2006, 2013, 2015, 2018, 2019, 2020, 2023 |
| Tornei NCAA          | 19 | Primo turno: 5 2000, 2001, 2003, 2007, 2011                           |
| Titoli di conference | 2  | Southeastern Conference: 2 2013, 2016                                 |

## Conference
- Big Eight Conference: 1976-1995
- Big 12 Conference: 1996-2011
- Southeastern Conference: 2012-

## All-America

### First Team
- Lindsey Hunter (2005)
- Lisa Henning (2013)
- Molly Kreklow (2013)

### Second Team
- Lindsey Hunter (2004)
- Kylie Deberg (2019, 2020)

### Third Team
- Christy Myers (2002)
- Lisa Henning (2011, 2012)
- Melanie Crow (2016)
- Mychael Vernon (2024)

## Allenatori
- Debbie Duren: 1974-1979
- Mike English: 1980-1985
- Craig Sherman: 1986-1993
- Disa Johnson: 1994-1999
- Susan Kreklow: 2000-2004
- Wayne Kreklow: 2005-